# Beatrice de Brabant
Beatrice de Brabant (n. 1225 - d. 11 noiembrie 1288) a fost soția landgrafului de Turingia și ulterior a contelui de Flandra.
Beatrice a fost fiica ducelui Henric al II-lea de Brabant și a Mariei de Hohenstaufen.
Căsătorită inițial cu landgraful Henric Raspe de Turingia, iar ulterior cu contele Guillaume I de Flandra, Beatrice nu a avut copii. 